# Orchestes
« Orcheste » redirige ici. Ne pas confondre avec Orchestre.
Orcheste
Genre
Les orchestes (Orchestes) sont un genre d'insectes de l'ordre des coléoptères (famille des Curculionidae).
Certaines espèces qualifiées d'orchestes appartiennent en fait au genre voisin Rhynchaenus (en) (autrefois confondu avec Orchestes).

## Homonymie
Orchestes (Tschudi, 1838) est aussi un synonyme désuet de Philautus, un genre d'amphibiens de la famille des Rhacophoridae.

## Liste d'espèces
Selon Catalogue of Life (30 août 2014) :
- Orchestes affinis
- Orchestes africanus
- Orchestes alboscutellatus
- Orchestes alni (en)
- Orchestes amplithorax
- Orchestes amurensis
- Orchestes angustifrons
- Orchestes animosus
- Orchestes anoploidens
- Orchestes aterrimus
- Orchestes atricapillus
- Orchestes australiae
- Orchestes avellanae
- Orchestes bifasciatus
- Orchestes bimaculatus
- Orchestes calcar
- Orchestes calceatus
- Orchestes camerunicus
- Orchestes carnifex
- Orchestes cinereus
- Orchestes confinis
- Orchestes confundatus
- Orchestes crassus
- Orchestes crinitus
- Orchestes decoratus
- Orchestes depressus
- Orchestes distans
- Orchestes ephippiatus
- Orchestes erythropus
- Orchestes fagi
- Orchestes fasciculatus
- Orchestes ferrugineus
- Orchestes flavescens
- Orchestes flavus
- Orchestes foedatus
- Orchestes fragariae
- Orchestes haematicus
- Orchestes horridus
- Orchestes hortorum
- Orchestes ilicis
- Orchestes illinoisensis
- Orchestes iota
- Orchestes japonicus
- Orchestes jota
- Orchestes koltzei
- Orchestes lecontei
- Orchestes lonicerae
- Orchestes maurus
- Orchestes melancholicus
- Orchestes melanocephalus
- Orchestes mixtus
- Orchestes mollis
- Orchestes monedula
- Orchestes mutabilis
- Orchestes nigricollis
- Orchestes nigriventris
- Orchestes ornatus
- Orchestes pacificus
- Orchestes pallicornis
- Orchestes pallidior
- Orchestes peregrinus
- Orchestes perpusillus
- Orchestes pilosus
- Orchestes plantaris
- Orchestes populi
- Orchestes pratensis
- Orchestes puberulus
- Orchestes pubescens
- Orchestes pulicarius
- Orchestes quercus (en)
- Orchestes rhodopus
- Orchestes rufescens
- Orchestes ruficornis
- Orchestes rufipennis
- Orchestes rufitarsis
- Orchestes rufus
- Orchestes rugosus
- Orchestes rusci
- Orchestes saliceti
- Orchestes salicis
- Orchestes salicola
- Orchestes sanguinipes
- Orchestes scitus
- Orchestes scutellaris
- Orchestes semirufus
- Orchestes signatus
- Orchestes signifer
- Orchestes similis
- Orchestes sparsus
- Orchestes spinosus
- Orchestes stigma
- Orchestes subfasciatus
- Orchestes suturalis
- Orchestes tomentosus
- Orchestes uniformis
- Orchestes vestitus
- Orchestes viminalis
- Orchestes waltoni
- Orchestes weidenbachianus
- Orchestes x-album

Selon NCBI (1er mars 2017) :
- Orchestes alni (en)
- Orchestes avellanae
- Orchestes betuleti
- Orchestes fagi
- Orchestes jota
- Orchestes quercus (en)
- Orchestes rusci
- Orchestes testaceus (en)

Selon Paleobiology Database (1er mars 2017) :
- Orchestes avus
- Orchestes languidulus
- Orchestes pallicornis
- Orchestes tatjanae

## Noms vernaculaires
Parmi les espèces qualifiées d'orchestes, les plus courantes sont :
- l'orcheste du bouleau (Orchestes testaceus (en)) ;
- l'orcheste du hêtre (Orchestes fagi) ;
- l'orcheste du pommier (Rhynchaenus pallicornis) ;
- l'orcheste du saule (Rhynchaenus rufipes).